# Marquette (Kansas)
Marquette es una ciudad ubicada en el condado de McPherson en el estado estadounidense de Kansas. En el año 2010 tenía una población de 641 habitantes y una densidad poblacional de 712,22 personas por km².

## Geografía
Marquette se encuentra ubicada en las coordenadas 38°33′14″N 97°50′00″O / 38.553824, -97.833275 (38.553824, -97.833275).

## Demografía
Según la Oficina del Censo en 2000 los ingresos medios por hogar en la localidad eran de $35,938 y los ingresos medios por familia eran $44,531. Los hombres tenían unos ingresos medios de $30,000 frente a los $20,208 para las mujeres. La renta per cápita para la localidad era de $17,965. Alrededor del 3.8% de la población estaban por debajo del umbral de pobreza.